# Psilocerea turpis
Psilocerea turpis är en fjärilsart som beskrevs av W. Warren 1902. Psilocerea turpis ingår i släktet Psilocerea och familjen mätare. Inga underarter finns listade.